# Сандаски (округ)
Округ Санда́ски (англ. Sandusky County) располагается в штате Огайо (США). Официально образован в 1820 году. По состоянию на 2010 год, численность населения составляла 60 944 человека.

## География
По данным Бюро переписи США, общая площадь округа равняется 1 081,870 км2, из которых 1 057,887 км2 суша и 23,958 км2 или 2,210 % это водоёмы.

## Население
По данным переписи населения 2000 года в округе проживает 61 792 жителей в составе 23 717 домашних хозяйств и 16 957 семей. Плотность населения составляет 58,00 человек на км2. На территории округа насчитывается 25 253 жилых строений, при плотности застройки около 24,00-х строений на км2. Расовый состав населения: белые — 92,20 %, афроамериканцы — 2,67 %, коренные американцы (индейцы) — 0,13 %, азиаты — 0,29 %, гавайцы — 0,01 %, представители других рас — 3,10 %, представители двух или более рас — 1,61 %. Испаноязычные составляли 6,96 % населения независимо от расы.
В составе 33,30 % из общего числа домашних хозяйств проживают дети в возрасте до 18 лет, 56,50 % домашних хозяйств представляют собой супружеские пары проживающие вместе, 10,50 % домашних хозяйств представляют собой одиноких женщин без супруга, 28,50 % домашних хозяйств не имеют отношения к семьям, 24,10 % домашних хозяйств состоят из одного человека, 10,60 % домашних хозяйств состоят из престарелых (65 лет и старше), проживающих в одиночестве. Средний размер домашнего хозяйства составляет 2,56 человека, и средний размер семьи 3,04 человека.
Возрастной состав округа: 26,20 % моложе 18 лет, 8,10 % от 18 до 24, 28,30 % от 25 до 44, 23,00 % от 45 до 64 и 23,00 % от 65 и старше. Средний возраст жителя округа 37 лет. На каждые 100 женщин приходится 95,90 мужчин. На каждые 100 женщин старше 18 лет приходится 92,60 мужчин.
Средний доход на домохозяйство в округе составлял 40 584 USD, на семью — 47 675 USD. Среднестатистический заработок мужчины был 35 501 USD против 23 964 USD для женщины. Доход на душу населения составлял 19 239 USD. Около 5,70 % семей и 7,50 % общего населения находились ниже черты бедности, в том числе — 9,10 % молодежи (тех, кому ещё не исполнилось 18 лет) и 7,00 % тех, кому было уже больше 65 лет.